# Крістіану Маркес Гомес
Крістіану Маркес Гомес (порт. Cristiano Marques Gomes, нар. 3 червня 1977, Гуарульюс), відоміший як просто Кріс (порт. Cris) — колишній бразильський футболіст, захисник.
Насамперед відомий виступами за «Крузейру» та «Олімпік» (Ліон), а також національну збірну Бразилії.

## Клубна кар'єра
У дорослому футболі дебютував 1995 року виступами за «Корінтіанс», в якому провів три сезони, взявши участь у 27 матчах чемпіонату і виграв з клубом два чемпіонати штату Сан-Паулу, а також Кубок і чемпіонат Бразилії.

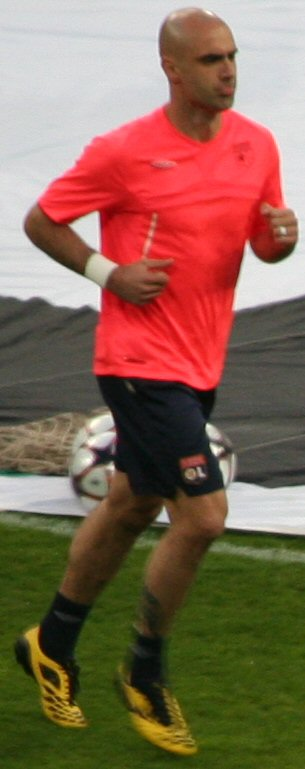
Кріс під час виступів за «Ліон» перед матчем Ліги чемпіонів проти «Баварії». 21 квітня 2010 року.

Своєю грою за цю команду привернув увагу представників тренерського штабу «Крузейру», до складу якого приєднався 1999 року. Відіграв за команду з Белу-Оризонті наступні три сезони своєї ігрової кар'єри. З «Крузейру» Кріс виграв Кубок і чемпіонат Бразилії, а також дебютував у складі національної збірної. У грудні 2002 року Кріс був орендований німецьким клубом «Баєр-04» за 800 тис. євро, проте не зміг завоювати місце в складі команди, провівши лише 6 ігор. Він повернувся в «Крузейро» і провів у клубі ще 2 сезони, в одному з яких команда виграла чемпіонат штату Мінас-Жерайс.
У серпні 2004 року Кріс перейшов у французький «Ліон», який заплатив за трансфер захисника 3,5 млн євро. Піти в «Ліон» Крісу довелося через 6-ти місячну дискваліфікацію, накладену на нього Бразильською Футбольною Федерацією, за бійку на одному з матчів. У Франції Кріс швидко освоївся і вже в перший же сезон виграв чемпіонат країни, а також став найкращим футболістом Франції. По закінченні сезону бразилець продовжив свій контракт з клубом до 2010 року. У 2007 році Кріс став капітаном «Ліона». 11 серпня 2007 року Кріс отримав травму в матчі «Ліона» з «Тулузою», зіткнувшись з Юханом Эльмандером, але це не завадило бразильцеві вдруге стати гравцем року в чемпіонаті. 1 березня 2008 року Кріс повернувся на поле в матчі з «Ліллем».
23 липня 2010 року Кріс продовжив контракт з «Ліоном» до 2013 року. Всього відіграв за французький клуб 8 сезонів, і встиг відіграти за цей час за команду з Ліона 225 матчів в національному чемпіонаті. За цей час додав до переліку своїх трофеїв чотири титули чемпіона Франції, став дворазовим володарем Суперкубка Франції та володарем Кубка Франції.
3 вересня 2012 року Кріс підписав контракт за схемою 1+1 з турецьким «Галатасараєм», який заплатив за гравця 1,25 млн євро плюс бонуси. Він забив свій перший гол за стамбульський клуб 28 жовтня 2012 року, в грі чемпіонату проти «Кайсеріспора» (3:0). Проте вже 2 січня 2013 року, всього лише через 4 місяці після того, як бразилець прибув до Туреччини, «Галатасарай» розірвав контракт з гравцем за обопольної згоди.
Наступного дня, 3 січня 2013 року, Кріс підписав контракт з бразильським «Греміо» як пряма заміна Жілберту Сілви, який незадовго до того перейшов у «Атлетіку Мінейру».
31 липня 2013 року Кріс підписав контракт з іншою бразильською командою, «Васко да Гама». Його дебютний матч припав на гру проти свого останнього клубу «Греміо» (2:3). В січні 2014 року Кріс покинув команду після того як його контракт не був продовжений.

## Виступи за збірну
2001 року дебютував в офіційних матчах у складі національної збірної Бразилії.
У складі збірної був учасником розіграшу Кубка Америки 2001 року у Колумбії, розіграшу Кубка Америки 2004 року у Перу, здобувши того року титул континентального чемпіона, та чемпіонату світу 2006 року у Німеччині
Протягом кар'єри у національній команді, яка тривала 8 років, провів у формі головної команди країни лише 16 матчів, забивши 1 гол.

## Титули і досягнення
- Чемпіон Бразилії (2):

«Корінтіанс»: 1998
«Крузейру»: 2003
- Чемпіон штату Сан-Паулу (2):

«Корінтіанс»: 1995, 1997
- Чемпіон штату Мінас-Жерайс (1):

«Крузейру»: 2004
- Володар Кубка Бразилії (2):

«Корінтіанс»: 1995
«Крузейру»: 2000
- Чемпіон Франції (4):

«Олімпік» (Ліон): 2004-05, 2005-06, 2006-07, 2007-08
- Володар Суперкубка Франції (4):

«Олімпік» (Ліон): 2005, 2006, 2007, 2012
- Володар Кубка Франції (2):

«Олімпік» (Ліон): 2007-08, 2011-12
- Переможець Рекопи Південної Америки (1):

«Крузейру»: 1998
- Володар Кубка Америки (1):

Бразилія: 2004

### Особисті
- Володар «Срібного м'яча» Бразилії: 2000
- Футболіст року у Франції: 2005, 2007